# 奈良佐保短期大学
奈良佐保短期大学（ならさほたんきだいがく、英語: Nara saho College）は、奈良県奈良市鹿野園町806に本部を置く日本の私立大学。1931年創立、1965年大学設置。大学の略称は佐保短（さほたん）。

## 概観

### 大学全体
- 奈良県奈良市に所在する日本の私立短期大学で、設置主体は学校法人学校法人佐保会学園[1]。
- 1965年に佐保女学院短期大学として開学。長年、女子を対象とした短大だったが2001年に男子にも門戸を開き、大学名を「奈良佐保女学院短期大学」から「奈良佐保短期大学」へ改めた。現在は男子学生が3割程度を占めるようになっている。
- 学科数は2[注 2]。
- 2024年度の入学生を最後に[注釈 1]、短期大学としての使命を終えることが決定した。

### 建学の精神（校訓・理念・学是）
- 奈良佐保短期大学の教育理念は「専門の学術技芸を教授、研究し、情操を陶冶して、教養識見高く社会の進展に貢献する有能な人材を育成すること」となっている。

### 教育および研究
- 奈良佐保短期大学には幼児教育者を養成する地域こども学科（元幼児教育科）、栄養士を養成する食物栄養コース、介護職を育てる生活福祉コース、ビジネスに関する人材を育てるビジネスキャリアコースから構成される生活未来科（元生活科学科）が設置されている。
- 当初は、家政管理学研究室が設けられていた[2]。

### 学風および特色
- 奈良佐保短期大学は2007年、2014年と財団法人短期大学基準協会より適格認定を受けている。
- 中国やフィリピンからの外国人留学生を受け入れている。

## 沿革
- 1931年
  - 4月1日 奈良女子高等師範学校（現・奈良女子大学）の同窓会佐保会によって佐保女学院（各種学校）が開設。
- 1965年
  - 1月25日 左記を以て文部省[注 3]より短期大学の設置が認可される[注釈 2]。
  - 4月1日 佐保女学院短期大学（さほじょがくいんたんきだいがく）として以下の学科体制にて開学する[注釈 2]。
    - 家政科 入学定員100名[4]
- 1965年
  - 5月1日 学生数[5]/定員
    - 家政科 125[注釈 3]/100
- 12月3日 1号館竣工。
- 1967年
  - 3月21日 2号館竣工。
  - 4月1日 家政科の入学定員を100[6]→150[7]に増員の上、以下の専攻課程に分離する[注 4]。
    - 家政専攻 入学定員100名
    - 食物栄養専攻[注 5] 入学定員50名

  - 5月1日 学生数[10]/定員
    - 家政科 323[注釈 3]250
- 1968年
  - 7月29日 奈良佐保女学院短期大学に改称[注 6]。
- 1973年
  - 3月31日 3号館、4号館竣工。
  - 4月1日 以下の学科を増設する[注 7]。
    - 初等教育学科 入学定員50名[注釈 4]

  - 同 上記と引き換えに、家政科家政専攻の入学定員を100[15]→50[注釈 4]に減員。
  - 5月1日 学生数[16]/定員
    - 家政学科 202[注釈 3]/250
    - 初等教育学科 85[注釈 3]/50
- 1976年
  - 3月25日 5号館 竣工。
  - 4月1日 初等教育学科の入学定員を50[17]→100[18]に増員[19]。
  - 5月1日 学生数[20]/定員
    - 家政学科 247[注釈 3]/200
    - 初等教育学科 558[注釈 3]/150
- 1979年
  - 4月30日 体育館竣工。
- 1981年
  - 4月1日 2号館改築。
- 1986年
  - 4月1日 学科の入学定員増を以下の通り行う[注 8]。
    - 家政学科
      - 家政専攻 50→200

    - 初等教育学科 100→150

  - 5月1日 学生数[25]/定員
    - 家政学科 546[注釈 3]/350
    - 初等教育学科 374[注釈 3]/250
- 1988年
  - 4月1日 学科及び専攻の名称を以下の通り変更する[26]。
    - 家政学科→生活科学科
      - 家政専攻→生活科学専攻

  - 5月1日 学生数[27]/定員
    - 生活科学科 397[注釈 3]/500
    - 初等教育学科 448[注釈 3]/300
- 1990年
  - 3月31日 6号館 竣工。
- 1992年
  - 5月1日 学生数[注 9]/定員
    - 生活科学科 806[注釈 3]/500
    - 初等教育学科 494[注釈 3]/300
- 1993年
  - 4月1日 生駒佐保幼稚園、河内長野佐保幼稚園、倉敷佐保幼稚園を奈良佐保女学院短期大学附属生駒幼稚園、同附属河内長野幼稚園、同附属倉敷幼稚園とする。
- 1999年
  - 4月1日 生活科学科に以下の専攻課程を増設する[30]。
    - 生活福祉専攻 入学定員60名

  - 同 生活科学専攻の入学定員を200→140に減員。
  - 5月1日 学生数[31]/定員
    - 生活科学科 194[注釈 3]/500
    - 初等教育学科 160[注釈 3]/300
- 2001年
  - 4月1日 奈良佐保短期大学に改称[32]し、共学化する。
  - 同 この年度の入学生より初等教育学科を幼児教育科に改組し、入学定員を従来の150→100に減員[32]。
  - 同 生活科学科にある以下の専攻課程についてはこの年度で学生募集を最終とする[注 10]。
- 2003年
  - 3月31日 さきをもって生活科学科生活科学専攻を正式に廃止とする[34]。
  - 4月1日 専攻科の設置が認可され、以下の課程を設ける[35]。
    - 福祉専攻 入学定員30名
- 2008年
  - 4月1日 入学定員を以下の通り変更する[36]。
    - 生活科学科
      - 生活福祉専攻 60→50
      - 幼児教育科 100→130

  - 同 以下、生活科学科の各専攻別の学生募集はこの年度で最終とする[注 11]。
- 2009年
  - 4月1日 生活科学科を生活未来科に改称[37]。
- 2010年
  - 4月1日 幼児教育科を地域こども学科に名称を変更し、入学定員を130→100に減員[38]。
  - 同 以下の課程を設置する[39]。
    - 日本語教育別科 入学定員20名
- 2015年
  - 4月1日 附属河内長野幼稚園を認定こども園奈良佐保短期大学附属河内長野としての認可をうける。
- 2020年
  - 4月1日 生活未来科の入学定員を100→80に減員[40]。
- 2024年
  - 4月1日 この年度で学生募集を最終とする[注釈 1]。

## 基礎データ

### 所在地
- 奈良県奈良市鹿野園町806

### 交通アクセス
- JR奈良駅、近鉄奈良駅からそれぞれ奈良交通「奈良佐保短期大学」行き、「鹿野園町」行きバスに乗り「奈良佐保短期大学」下車。または、「藤原町」行き、「山村町」行きバスに乗車の場合は「護国神社」バス停留所下車。

### 象徴
- オリジナルカレッジマークは右記資料にあり[43]。

## 教育および研究

### 組織

#### 学科
- 地域こども学科 入学定員100名[1]
  - こども保育コース
  - こども教育コース
- 生活未来科 入学定員80名[1]
  - 食物栄養コース
  - 生活福祉コース
  - ビジネスキャリアコース

##### 学科の変遷
- 初等教育学科→幼児教育科→地域こども学科
- 家政科→家政学科→生活科学科→生活未来科
  - 家政専攻→生活科学専攻 入学定員40名[注 12]
  - 食物栄養専攻 入学定員50名[注釈 5]
  - 生活福祉専攻 入学定員50名[注釈 5]

#### 専攻科
- 福祉専攻 入学定員30名[注 13]

#### 別科
- 日本語教育別科 入学定員20名

##### 取得資格について
- 保育士と幼稚園教諭二種免許状が地域こども学科こども保育コースにて取得できる。
- 保育士と 社会福祉士受験資格が地域こども学科こども保育ソーシャルワークコースにて取得できる。
- 栄養士資格が生活科学科食物栄養コースにて取得できる。
- 介護福祉士資格が生活未来科生活福祉コースにて取得できる。
- 介護福祉士資格が専攻科福祉専攻にて取得できる。
- 中学校教諭二種免許状（家庭）[注 14]
- 小学校教諭二種免許状が、幼児教育科の前身である初等教育学科にて設置されていた[46]。2014年度より、地域こども学科こども教育コースにて再び取得できるようになった。

#### 附属機関
- 地域・国際連携センター
- 情報メディアセンター
- 附属生駒幼稚園
- 認定こども園　奈良佐保短期大学附属河内長野幼稚園
- 附属倉敷幼稚園

### 研究
- 『奈良佐保女学院短期大学研究紀要』[47]
- 『奈良佐保短期大学研究紀要』[48]

## 学生生活

### 部活動・クラブ活動・サークル活動
- 奈良佐保短期大学のクラブ活動
  - 体育系：バスケットボール・バレーボール・テニス・サッカー・野球ほか
  - 文化系：軽音楽・園芸・「パティシエ」ほか

### 学園祭
- 奈良佐保短期大学の学園祭は「佐保祭」と呼ばれ、2008年度は10月18日と19日に行われた。吉本芸人のサバンナ・アジアン・矢野・兵動・ストリークのほか湘南乃風によるライブが行われた。

### スポーツ
- 奈良県下の大学や地域クラブ対抗のバスケットボール大会、短大の学科・専攻別対抗のスポーツ大会などに参加している。

## 大学関係者と組織

### 大学関係者組織
- 奈良佐保短期大学には、「あせび会」と称した同窓会組織がある。これは、旧来の奈良佐保女学院短期大学も含まれている。

## 施設

### キャンパス内
- 学生支援センター
- 図書館ほか
- 2006年3月までは放送大学奈良学習センターも置かれていた。

### キャンパス周辺
- 本部キャンパスは、奈良駅からバスで20分という、市街からは離れた位置に置かれている。学生のほとんどはバス、自転車通学である。また、周囲には何もないため、学生は放課後近鉄奈良駅周辺まで降りて遊んでいることが多い。

## 対外関係

### 他大学との協定
- 奈良県立大学：単位互換に関する協定書を締結している。
- 種智院大学
- 桃山学院大学
- 放送大学[49]※かつて構内に奈良学習センターがあった。

### 関係校
- 奈良女子大学

奈良女子大学は国立大学であり法的な関係性は無いが、設立者の佐保会学園が元々奈良女子大学の同窓会組織である佐保会を母体に結成されたこともあり、佐保会学園理事長は奈良女子大学経営協議会委員を兼任している他、現学長の池内ますみも奈良女子大学の卒業生（佐保会会員）である。

## 社会との関わり
- 公開講座が行われている。

## 卒業後の進路について

### 就職について
- 地域こども学科（元初等教育学科・幼児教育学科）：初等教育学科では、幼稚園への就職者が多く、小学校への就職者は少なめとなっていた。幼児教育科になってからは保育所や児童福祉施設への就職者も多くなっている。
- 生活未来科（元生活科学科）
  - 生活科学専攻：一般企業への就職者が大半となっていた。
  - 食物栄養専攻：栄養士として病院や福祉施設、学校などに勤務する人が多い傾向にある。
  - 生活福祉専攻：介護職として福祉施設に勤務する人が大半となっている。

### 編入学・進学実績
- これまでの実績では、・聖徳大学・創価大学・日本福祉大学・皇學館大学・鈴鹿国際大学・京都ノートルダム女子大学・種智院大学・常盤会学園大学・関西鍼灸大学・佛教大学・梅花女子大学・四天王寺大学・大阪人間科学大学・関西福祉科学大学・大阪樟蔭女子大学・追手門学院大学・大阪経済法科大学・羽衣国際大学・東大阪大学・聖和大学・兵庫大学・相愛大学・天理大学・奈良大学・帝塚山大学・中国学園大学・花園大学などが挙げられる。

## 附属学校
- 奈良佐保短期大学附属生駒幼稚園
- 奈良佐保短期大学同附属河内長野幼稚園
- 奈良佐保短期大学同附属倉敷幼稚園